# Бранешци (Пакрац)
Бранешци су насељено место у саставу града Пакраца, у западној Славонији, Република Хрватска.

## Положај
Бранешци се налазе источно од Пакраца, између Равне горе и Пакрачке горе.

## Становништво
На попису становништва 2011. године, Бранешци су имали 48 становника.

## Попис 1991.
На попису становништва 1991. године, насељено место Бранешци је имало 305 становника, следећег националног састава:
| Попис 1991.‍ | Попис 1991.‍ | Попис 1991.‍ | Попис 1991.‍ | Попис 1991.‍ |
| ----------- | ----------- | ----------- | ----------- | ----------- |
|             |             |             |             |             |
| Срби        | Срби        |             | 296         | 97,04%      |
| Хрвати      | Хрвати      |             | 5           | 1,63%       |
| Југословени | Југословени |             | 3           | 0,98%       |
| Пољаци      | Пољаци      |             | 1           | 0,32%       |
| укупно: 305 |             |             |             |             |